# Espigão Alto do Iguaçu
Espigão Alto do Iguaçu este un oraș în Paraná (PR), Brazilia.